# Back from Hell
Back From Hell è il quinto album di studio del gruppo hip hop statunitense dei Run-D.M.C. (grafia iniziale del nome del gruppo, ripresa per firmare quest'album). Questo lavoro si rivelò quasi un fallimento, dato che le vendite furono molto minori rispetto agli album precedenti.

## Tracce
1. Sucker D.J.'s
2. The Ave.
3. What's It All About
4. Bob Your Head
5. Faces
6. Kick the Frama Lama Lama
7. Pause
8. Word Is Born
9. Back From Hell
10. Don't Stop
11. Groove to the Sound
12. P Upon a Tree
13. Naughty
14. Livin' In the City
15. Not Just Another Groove
16. Party Time